# トランスフォーマー ユニバース
TRANSFORMERS UNIVERSEはトランスフォーマーシリーズの欧米での玩具展開。現在は限定品などのブランドとなっている。日本における『ロボットマスターズ』に近い企画。玩具には設定（テックスペック）が無いものが多く、公式ファンクラブボットコン限定コミックなどでストーリーが補足されている。

## 概要
『Beast Machines（日本語版の題名は「ビーストウォーズ・リターンズ」）』での不調後、欧米では日本オリジナル作品として製作された『カーロボット／Robots in Disguise』が輸入され、人気を回復した。そのため商品数を補うべく塗装変更品や『マシーンズ』、『G-2』期に販売された玩具の仕様変更品が数多く販売された。これが好評だったことから『マイクロン伝説／Armada』開始と共に本シリーズが立ち上げられた。作中の時代設定は『マシーンズ』後とされている。日本展開の『ギャラクシーフォース』に倣った対決セットや、『マイクロン伝説』に登場したトランスフォーマーとマイクロンの塗装変更品のセット販売等も行われている。

## あらすじ
『Machines』での（ビースト）コンボイと（ヴィーコン）メガトロンの死闘によって機械と有機体との融合が実現し、セイバートロン星は平和な時期を迎えていた。だが宇宙の脅威ユニクロン／Unicronが復活。様々な時間軸から戦士を呼び寄せ洗脳、新たなデストロン／Decepticonsを作り上げる。これに対抗すべく、トランスフォーマーの創造神プライマス／Primusは消滅した（ビースト）コンボイ／Optimus Primalを復活させサイバトロン／Autobotsを率いて戦うよう命じる。
一方『ビーストウォーズ』の終戦を迎えた太古の地球でも戦いの火の手が上がっていた。死んだはずのタランス／Tarantulas、メタルスジャガー／Tripredacus Agentの復活。それを阻止すべくエイリアン／Vokは初代コンボイ／Optimus Primeのマトリクスを借り受けプライマルプライム／Primal Primeを誕生させ対抗させる。
再びセイバートロン星、帰還したプライマルプライム他のビースト戦士たちはロディマス／Rodimusを加え、対抗組織レッカーズ／Wreckersを結成する。
時空を越えた新旧キャラクターの戦い、苛烈な戦いの中で明かされる、『マシーンズ』で機械と有機体との融合を目指したオラクル／Oracleの真の目的とは…。

### ストーリー展開
ボットコンは一時期、運営スタッフが入れ替わり「OTFCC」と改称していた。この時期のスタッフにより以下のストーリーが描かれたが、2004年に運営母体がハズブロからのライセンスを失ったことで打ち切りとなった。Universeシリーズの4号の後、Wreckersシリーズと合流し話がまとまる予定だった。

#### 限定コミック
Wreckers1：Departure
ダニエル、ウィーリーが殺された回想シーンから始まる。この事件はアーシーの心に暗い影を落とした。
セイバートロン星にて。ホットロディマス、スプラングはマクシマル（ビースト戦士）にリフォーマットしようかと相談する。
攻撃師団レッカーズ、ミュータンツ部隊、ダイノボッツ部隊（下記玩具欄参照）は超コンピュータ、オラクルから任務を受ける。アーシー、ディロ、モル、ラヴ、スカイワープ、サイクロナス、ローターボルト、デフコンが新たにレッカーズに入隊する。
- 「Primeval Dawn Part 1」

ビースト戦士が去った後の地球。エイリアンヴォックはエアラザー、タイガトロンをメタルス戦士として復活させる。そしてパワードコンボイの外骨格スーツ（『メタルス』終盤で使用されたもの）と、マトリクスを使いプライマル・プライムを誕生させる。一方、復活したタランスと、メタルスジャガーは新たな軍隊を作っていた。
Wreckers2：Betrayal
ドゥエラー（Dweller：『2010』に登場したミミズのような巨大生物）にダイノボッツ部隊が襲われ、ミュータンツ部隊はクインテッサ星人に殺される。レッカーズはグリフ、タップアウトと出会う。サイクロナスは自分のボス、クライオテックのためにレッカーズを裏切る。
- 「Primeval Dawn Part 2」

地球に残されたビースト戦士はラムラスの元に集合。ラベッジ、レーザークロウ、スピッター、イグアナスの攻撃に乗じて、タランスはプライマルからマトリクスを奪う。
回想シーン。ユニクロン敗北の後のこと。ロディマスコンボイはクイックミックス、スキッズ、パーセプター、ラッドに、宇宙の脅威の情報を集めるために探索艦を出す相談をしていた。
Wreckers3：Disclosure
レッカーズは追放されたクインテッサを救う。セイバートロン星の起源を話すクインテッサ。ダイノボッツのテラノトロン、T-レックス、トライセラドン、ディノトロンはクインテッサを探す賞金稼ぎデフコンに力を貸すことになる。
- 「Primeval Dawn Part 3」

ヴォックによりプライマル・プライムが復活。
Wreckers4：未発売
ストーリーが合流する。ダイノボッツ、デフコン、ルーク、スナール、スカイダイブ、ロングホーン、チー、モンスターボット（Monsterbots）の絵がネットで流れた。クインテッサ星人のセイバートロン進入が明かされる。
- 「Primeval Dawn Part 4」：最終話

エアラザーの死、タランスの敗北、ビースト戦士にフラクティル、パックラット、スピッターが加わりセイバートロン星へ帰還する。
Universe1：Abduction
『Machines』の後。チータス、ラットル、シルバーボルト、ブラックウィドーという戦争の英雄達がリポーターのルークに質問される。ルーレット、シャドウストライカは、G1ランボル、G1サンストリーカー、トレイルブレーカーの帰還と同様に彼らを歓迎する。マシーンズ版バズソー、ドリルビット、マシーンズ版クイックストライク、ロックバスターもそこに描かれている。
戦勝会からの帰り、ブラックウィドーとシルバーボルトはユニクロンの元に転送される。
アルファートリンはプライマスから、様々な次元間にそうした転送が起きていることを知らされる。タップアウト、ゴング、『マイクロン伝説』版メガトロン、「The War Within」版グリムロックらが映し出される。
シルバーボルト、ブラックウィドー、G1ランボル、G1サンストリーカーはユニクロンに強制リフォーマットされる。ユニバース版レーザークロウ、レプティリオン、オブシディアン、ストライカはユニクロンに魅了され、混乱の中、戦いが始まる。彼らは『マイクロン伝説』版グラップ（SmokeScreen）が、G1スモークスクリーンを殺し、そのスパークがユニクロンに吸収されるのを見る。
こうした事態にプライマス、アルファートリンはビーストコンボイ復活を計画する。
Universe2：Escape
ボットコン03の声優ドラマの続き。そこでビーストコンボイ、メガトロン、グリムロックはストライカを破り、ビーストコンボイは自身のスパークでストライカをユニクロンから解放する。
ランボル、サンストリーカーはユニクロンに戦いを強制される。
牢に囚われたシルバーボルト、トレイルブレーカーは、互いにスパークのエネルギーを調和出来ることを知る。二人はスパークを短時間交換し、牢を脱出する。
ビーストコンボイは様々な次元から呼び寄せられ囚われた者達を解放し、セイバートロンに連れて行く。
ブラックウィドー、シャドウストライカはデストロンに残る。ブラックウィドーはユニクロンのために働いているタランスを発見する。
Universe3
ビーストコンボイはマグナボス、マクシマル最高議会（バンター、エアハマー、コラーダ、トーカ、バトルユニコーンの面々）に、ユニクロンの脅威が迫っていることを主張するが信じてもらえない。拘留されるがスナールに救い出される。
アルファートリン、プライマスはセイバートロンの時間軸から必要な軍隊を呼ぶことを主張し、ライノックス、デプスチャージが復活する。ライノックスは『Machines』での罪を償うチャンスと喜ぶが、自分の死を受け入れていたデプスチャージは復活に納得しない。だがデプスチャージはウィドーの攻撃からラットルを救う。
結末
タカラトミーの公式サイトによると、この戦いはトランスフォーマー スーパーリンクの戦いで、一度に一つの次元にしか存在できないユニクロンが滅び巨大なブラックホールと化した影響であっけない終結を迎えてしまう。

#### 声優ドラマ
1：OTFCC03
コミック版の脚本家サイモン・ファーマンによって書かれた。Universeコミック1、2の間に起こった出来事としている。
「War Within」版グリムロック、『マイクロン伝説』のメガトロン、復活したビーストコンボイはユニクロンの支配する世界に呼ばれた。混乱の末、協力してストライカ、レプティリオンと戦う。レプティリオンを倒しその上に立つ三人というシーンで終わる（続きのコミックではストライカの上に変更された）。
2：OTFCC04
サイモン・ファーマンによる。Universeコミック3の続き。
ライノックスはユニクロンから虜囚を引き離す装置を作った。その力で囚人は凍った小惑星に引き剥がされる。ラットル、シルバーボルト、ワスピーターが、彼らユニクロンの犠牲者を救出するため送られる。ユニクロンは対抗してレプティリオン、サンドストーム、ルイネーション、パーセプターを送り込む。
ライノックスの装置の影響で時空間渦が起き、過去からバンブル、トラックス、アダムスを乗せたシャトルがやって来る。スラストがマクシマルの船を攻撃、乗員はバンブルらのシャトルに救助され、彼らは小惑星に向かう。
ビルドキング（Landfill：War-Mart限定品）、ユニバース版スピードブレイカー（Side Burn）、ユニバース版マッハアラート（Prowl）達と、スパイチャンジャー（Spychanger）版のファイヤーコンボイ（Optimus Prime）、ゴッドマグナス（Ultra Magnus）、 マッハアラート（Prowl）、オックス（Ironhide）達が現れ、彼らはデストロンを退け、サイバトロンシャトルは元の時代へ戻る。またスパイチャンジャー（Spychanger）版ファイヤーコンボイは声を女性が担当したことから性別が女性という設定になっている。

#### その他コミック
Master Collector Comic
『ギャラクシーフォース』海外版の 『Transformers Cybertron』のコミックにセンチネルマキシマスが登場。センチネルはプライマルプライムとエイプリンクが合体したもの。彼はかつてのクライオテックとの戦いを語る。ユニバース版のネメシスプライム、ラムジェットと彼のマイクロンも登場。
Transformers Collectors Club magazine Cybertron
8号にてファイヤーコンボイがユニバース最後の戦いを語る。
ユニクロンが突然消えた。パワーアップしたビーストコンボイ（10th Anniversary: Optimus Primal）と共に、彼らはユニクロンの兵士の残党を攻撃、彼らは逃亡する。
サイバトロン軍に加わったのはユニバース版ファイアフライト、キングアトラス、ユニバース版ナイトスラッシュチータス、ユニバース版ロングホーン、ユニバース版マッハアラート（Universe Prowl）、ユニバース版リパグナス、ライノックス、ユニバース版スピードブレイカー、ユニバース版シルバーボルト、G1ランボル、G1サンストリーカー、タップアウト、トレイルブレーカー、ユニバース版ゴッドマグナス、ユニバース版ホワール。
デストロン軍はユニバース版ブラックウィドー、ネメシスストライカ、ユニバース版オブシディアン、ユニバース版レイザークロウ、レプティリオン、ユニバース版スカイワープ。

## Universeラインで発売された玩具キャラクター

### 2003年
- 通常販売

全て日本でもe-HOBBYで限定発売。該当商品の日本名は日本で販売された際のもの。
- - Optimus Primal／オプティマスプライマル（ビーストコンボイ）

『Machines』で消滅した彼の新たな姿。『ビーストウォーズ』（ビースト）コンボイの色替え。
  - Razorclaw／レーザークロー

パラレルワールドのタイガーファルコン。デストロン。『メタルス』Tigerhawk（タイガーファルコン）の色替え。
  - Silverbolt／シルバーボルト

元の姿に戻ったシルバーボルト。『メタルス』版のものを『Machines』版のカラーリングに塗り替えたもの。
  - Snarl／スナール

サイバトロン戦士。『Machines』のスナールの色替え。
  - Reptilion／リピティリオン

デストロン。『BeastWars（メタルス期）』のメタルスイグアナスの色替え。
  - Tankor／タンカー＆Obsidian／オブシディアン

デストロン二人組。『Machines』のタンカー（Megaサイズ）、オブシディアンをそれぞれ塗装を変更したもののセット。
  - Blackarachnia／ブラックウィドー

ユニクロンに洗脳されたブラックウィドー。『Machines』版の色替え。
  - Dinobot Striker／ダイノボットストライカー

サイバトロン地上攻撃員。『ビーストウォーズネオ』に登場したセイバーバックの色替え。
  - Depthcharge／ディプスチャージ

同様に復活した『メタルス』のキャラクター。
  - Autobot Ratchet／オートボットラチェット

パラレルワールドのサイバトロン救護員。『カーロボット』に登場したワイルドライドの色替え。
  - Inferno／インフェルノ

パラレルワールドのサイバトロン戦士。『カーロボット』に登場したマッハアラートの色替え。SHOPで限定販売。
  - Omega Prime／オメガプライム

『カーロボット』のOptimus Prime（ファイヤーコンボイ）、Ultra Magnus（ゴッドマグナス）の色替え。Sam's Clubで限定販売。
- イベント限定
  - Side Swipe／ランボル

サイバトロン戦士。『カーロボット』に登場したマッハアラートの色替え。公式ファンクラブOTFCC2003で限定販売。
  - Sunstreaker／サンストリーカー

ランボルと双子のサイバトロン戦士。『カーロボット』に登場したマッハアラートの色替え。OFTCC2003で限定販売。
  - Roulette／ルーレット＆Shadow Stalker／シャドウストライカー

ウーマンサイバトロン射撃員とウーマンデストロン諜報兵のセット。双方ともに『カーロボット』に登場したスピードブレイカーの仕様変更品。OFTCC2003で限定販売。

### 2004年
- 通常販売

「スワーブ」までは日本でもe-HOBBYで限定発売。
- - Dinobot Triceradon／ダイノボットトリケラドン

サイバトロン。『ネオ』に登場したガイルダートの色替え。
  - King Atlas／キングアトラス

サイバトロン。『Ｚ（ゾーン）』のダイアトラスがモチーフ。92年ヨーロッパ版におけるプレデターの一員、スカイクェイクの色替え。
  - Skydive／スカイダイブ

サイバトロン。『BeastMachines』の同名キャラの塗装変更品。
  - Stockade／ストッケード＆Magna Stampede／マグナスタンピード

『Machines』タンクドローンとバトルユニコーンの塗装変更品であるサイバトロン戦士のセット。付属するマイクロンはProwl（プロール）、Terradive（リーコン）。
  - Fireflight／ファイヤーフライト

サイバトロン。『Machines』のスパイストリークの色替え。付属するマイクロンはFireBot／ファイヤーボット（ドラフト）、ThunderWing／サンダーウイング（フレイム）。
  - Autobot Whirl／オートボットホワール

ターボマスターの色替え。『初代』アニメ未登場キャラをイメージしている。付属するマイクロンはGunbarrel／ガンバレル（グライド）、Makeshift／メイクシフト（ツイスト）。
  - Nemesis Strika／ネメシスストライカ

デストロン。『Machines』に登場したストライカの色替え。
  - Soundwave／サウンドウェーブ

デストロン。92年ヨーロッパ期プレデターの一員、ストーカーの色替え。『G-2』サイバージェットの色替えであるSpaceCase／スペースケースが付属。
  - Air Raid／エアレイド＆Wind Sheer／ウインドシアー

サイバトロンとデストロンのセット。『G-2』サイバージェットを青色と灰色に塗り替えたもの。
  - Swerve／スワーブ

サイバトロン。『マイクロン伝説』のシルバーボルトの色替え。付属するマイクロンはRoadHandler／ロードハンドラー（ターボの色替え）。
  - Side Burn／サイドバーン

サイバトロン。『カーロボット』のスピードブレイカーの色替え。
  - Skywarp／スカイワープ

デストロンでありながらレッカーズに所属。『Machines』に登場したJetStorm（DXサイズ）の色替え。Shopで限定販売。
  - Ramjet／ラムジェット

『Armada』のスカイワープの色替えであり、他に色が塗り替えられたマイクロン、Thundercrushと、エアミリタリーマイクロンチーム（Gunbarrel（グライド）、Terradive（リーコン）、Thunderwing（フレイム））が付属。海外のトイざらスで限定販売された。
  - Ultra Magnus／ウルトラマグナス＆Ironhide／アイアンハイド（オックス）

『カーロボット』のスパイチェンジャーの色替え。WalMart＆Targetで限定販売。
  - Optimus Prime／ファイヤーコンボイ＆Prowl／プロール（プロール２）

『カーロボット』のスパイチェンジャーの色替え。WalMart＆Targetで限定販売。
  - Prowl／プロール

サイバトロン。『カーロボット』のマッハアラートの色替え。WalMartで限定販売。
  - Sunstorm／サンストーム

デストロン保安部隊。『マイクロン伝説』のスラストの色替え。パートナーInferno（サンダー）とPerceptor（バンブル）（High Wire（ウィーリー）、Grindor（バンク）、Sureshock（アーシー）の3体合体）が付属。WalMartで限定販売。
  - Nemesis Prime／ネメシスプライム

デストロン。『ネオ』に登場したビッグコンボイの色替え。Targetで限定販売され、後に日本でもジャスコで限定発売された。
  - Ruination／ルイネーション

デストロン5体合体兵士。Mega-Octane、Armorhide（戦車）、Movor（シャトル）、Rollbar（ジープ）、Ro-Tor（ヘリコプター）。『カーロボット』に登場したバルディガスの色替え。WalMartで限定販売。
  - Defensor／ディフェンサー

Autobot Groove（バイク）、First Aid（救急車）、Hot Spot（ディアブロ）、Prowl（パトカー）、Red Alert（消防車）、Streetwise（F-1）の6体合体サイバトロン。『合体大作戦』のシックスターボの色替え。KB-Storeで限定販売。
  - Constructicon Devastator／デバスター

デストロン6体合体兵士。Bonecrusher（ブルドーザ）、Buckethead（バケットローダ）、Hightower（クレーン車）、Long Haul（ダンプカー）、Quickmix（ミキサー）、Scavenger（ショベルカー）。『合体大作戦』のシックスビルダーの色替え。KB-Storeで限定販売。
  - Crystal Widow／クリスタルウィドー＆Oil Slick／オイルスリック

元デストロン戦士のクリスタルウィドー（『Machines』に登場したブラックウィドーを青に塗り替えたもの）とデストロン戦士のオイルスリック（『マイクロン伝説』に登場したステッパーを紫色に塗り替えたもの）。K-Mart限定で限定販売。
  - Smokescreen／スモークスクリーン＆Ransack／ランサック

『マイクロン伝説』に登場したグラップ、スーパーグラップの色替え、それぞれ、マイクロンLiftor（リフト）、Refute（スパークリフト）が付属している。Meijer＆Kohl's Storeで限定販売。
  - Ultra Magnus／ウルトラマグナス＆Treadshot／トレッドショット

『マイクロン伝説』のSTDコンボイ、ステッパーの色替え。それぞれ、マイクロンOver-Run（サージ）、Nightbeat（チャー）が付属。Meijer＆Kohl's Storeで限定販売。
- イベント限定
  - Sentinel Maximus／センチネルマキシマス

Ape-Linq／エイプリンクとPrimal Prime／プライムプライマルが融合した戦士。『マイクロン伝説』に登場したウルトラマグナスの色替え。OTFCC2004で限定販売。
  - Megazarak／メガザラック

デストロン。『マイクロン伝説』に登場したメガトロンの色替え、Caliburn／カリバーン（バレルの色替え）付属。OTFCC2004で限定販売。発光・サウンドギミックは削除されている。

### 2005年
- 通常販売
  - Longhorn／ロングホーン

サイバトロン。『BeastWars（メタルス期）』のラムラスの色替え。公式サイトではコミックで登場したRamulus／ラムラスとして紹介されている。
  - Night Slash Cheetor／ナイトスラッシュチーター

サイバトロン。『Machines』同名キャラの色替え。
  - Blastcharge／ブラストチャージ

デストロン。『BeastMachines』の同名キャラの色替え。
  - Frostbite／フロストバイト

デストロン。『BeastWars（メタルス期）』のジョーブレイカーを白に塗り替えたもの。
- SHOP限定
  - Rail Racer／レールレーサー

『合体大作戦』に登場したシックストレインの色替え。Midnight Express（アトラン）、Overload（サンディーゴ）、Railspike（ディザイアー）、Rapid Run（レイズ）、Swindle（コンバーター）、Tankor（ウィンディー）の6体が合体したサイバトロン戦士。KB-Storeで限定販売。
  - Downshift／ダウンシフト：2005

サイバトロン。『スーパーリンク』に登場したホイルジャックの色替え。KB-Storeで限定販売。

## 他シリーズで発売された玩具キャラクター
- - Glyph／グリフ

サイバトロン考古学者。BOTCON2002で限定販売。バンブル（キーチェーン付）の色替え。
  - Rook／ルーク

サイバトロンジャーナリスト。BOTCONヨーロッパ2002で限定販売。チャージャー（キーチェーン付）の色替え。
  - Tap-Out／タップアウト

サイバトロンボディーガード。BOTCON2002で予約した場合のみの限定販売。クリフ（キーチェーン付）色替え。
  - CatSCAN／キャットスキャン

レッカーズに所属するサイバトロン衛生兵。『Machines』のナイトスラッシュチーターの色替え。BOTCON2002で限定販売。
  - Cyclonus／サイクロナス

『2010』のデストロン航空参謀。レッカーズに所属している。実はクライオテックの部下。BOTCON2002で限定販売。『Machines』のジェットストーム（Ultraサイズ版）の色替え。

## ストーリー登場キャラクター
玩具として発売予定があったが発売されなかったものを含む。
- Alpha Trion／アルファートリン
初期TFシリーズに登場したサイバトロンの長老。新たな姿はスナールの色替え（試作のみで未発売）。
- Devcon／デフコン
『初代』に登場した賞金稼ぎだがレッカーズに入隊。『BeastMachines』のミラージュの色替え、『Energon』のストームジェットの色替えがそれぞれ販売される予定だった。
- Brawn／ゴング
『初代』に登場したミニボット。新たな姿は『Energon』のストロングアームに酷似。
- Cheetor／チータス
『ビーストウォーズ』のチータスの色替え。
- Defensor／ディフェンサー
未発売。『初代』に登場したガーディアンの英名。『カーロボット』のファイヤーコンボイの仕様変更品。
- Drench with Wind Sheer／ドレンチ＆ウインドシアー
『G-2』のドレンチと同一人物。『マイクロン伝説』のランページの色替え。パートナーマイクロン、ウインドシアーはパートナーマイクロン、ホークの色替え。
- Fractyl／メタルスフラクティル
フラクティルがメタルスになった。『メタルス』メタルステラザウラーの色替え。
- Megatron／メガトロン
未発売。消滅したBWメガトロンの新たな姿として企画。『カーロボット』に登場したギガトロンの色替え、頭部もメガトロンの物に変更した。
- Menasor／メナゾール
『G-1』シリーズ後期にヨーロッパで販売された、サンダークラッシュの色替え。
- Ramulus／ラムラス
『Beast Wars（メタルス期）』のラムラスと同一人物だが体の色が緑に変わっている。
- Roadbuster／ロードバスター
『初代』のアニメ未登場キャラクター（海外コミックでは活躍していた）。『スーパーリンク』のブラストアームの色替え。
- Smokescreen with Jolt／スモークスクリーン＆ジョルト
『初代』のスモークスクリーンその人。『マイクロン伝説』のホットロッドとパートナーマイクロン、ジョルトの色替え。
- Soundwave／サウンドウェーブ
『Beast Wars（メタルス期）』のミュータント、サウンドウェーブの色替え。
- Spacewarp／スペースワープ
『マイクロン伝説』に登場したジェットファイアの仕様変更品。後に頭部を変更したものがパラレルワールドのアストロトレイン（会員限定）として販売される。
- Tarantulas／タランス
『ビーストウォーズ』のタランスの色替え。
- Waspinator／ワスピーター
『メタルス』のメタルスワスピーターの色替え。

## クラシック継続シリーズ（Classics 2.0）
2008年からのTransformers Classicsの継続ライン。日本では変形!ヘンケイ!トランスフォーマー、又はUSAエディションとして発売されている。

## 過去の設定集
同じ名前を持つものにマーベル・コミックから出された設定集がある。1986年に全4巻が出版された。
マーベル社の他のヒーローの設定集が出版されており、ファンからのトランスフォーマーでもとの要請に応えたもの。87、88年に登場したキャラクターは、コミック47～79号の巻末に載る形となった。
こうした設定を紹介するコンセプトは2002年に復活、ドリームウェーヴ・プロダクションズ社版コミックで、新たなキャラクターデザインと共に載せられた。